# Midnight Love
| Recensione                         | Giudizio |
| ---------------------------------- | -------- |
| AllMusic                           | [ 1 ]    |
| Christgau's Record Guide: The '80s | A–       |
| MusicHound R&B                     | 4/5      |
| Rolling Stone                      |          |
| The Rolling Stone Album Guide      | [ 4 ]    |
| The Village Voice                  | A        |

Midnight Love è un album discografico in studio di Marvin Gaye, pubblicato nel 1982 su etichetta Columbia Records.
Ultimo album in studio pubblicato prima della sua morte, si rivelò essere il disco di maggiore successo a livello internazionale della sua carriera
Il disco è stato certificato triplo disco di platino dalla RIAA negli Stati Uniti, con vendite superiori ai sei milioni di copie nel mondo. Dall'album fu estratto il singolo di successo Sexual Healing.

## Descrizione

### Antefatti
Nel gennaio 1981, l'ultimo album di Gaye per la Motown Records, In Our Lifetime, era stato pubblicato dalla Tamla, etichetta sussidiaria della Motown. Gaye era infuriato per come era stato editato il disco, paragonandolo a un dipinto incompiuto di Picasso che era stato terminato da altri in vece sua, e si ripromise di non incidere mai più per la Motown. Il mese seguente, un promotore belga di concerti e grande fan della sua musica, Freddy Cousaert, fece visita a Londra a un visibilmente depresso Gaye, afflitto da tossicodipendenza, al termine di una tournée europea. Preoccupato per la salute del cantante, Cousaert offrì a Gaye di soggiornare nel suo albergo di Ostenda. Gaye, che era in viaggio con il fratello minore Frankie e la fidanzata dell'epoca, la modella olandese Eugenie Vis, accettò l'invito.
Gaye arrivò a Ostenda il 14 febbraio 1981. Lo stesso mese, ebbe il divorzio ufficiale dalla seconda moglie Janis Hunter, due anni dopo l'inizio delle pratiche. Smise di assumere droga durante la sua permanenza a Ostenda e cominciò ad esercitarsi e a frequentare la chiesa locale. Scontento del risultato dei suoi ultimi due album e del contratto con la Motown, Gaye, con l'aiuto di Cousaert, mise insieme una nuova band d'accompagnamento per il breve Heavy Love Affair Tour. Alcune delle registrazioni furono trasmesse nel documentario della tv belga, Transit Ostend. Il tour si svolse principalmente in Inghilterra tra Londra, Bristol e Manchester, con gli ultimi due concerti a Ostenda. Finito il tour, Gaye rimase a Ostenda, insieme a due dei musicisti che lo avevano accompagnato sul palco, Gordon Banks e Odell Brown.
Entro gli ultimi mesi del 1981, essendo a conoscenza che Marvin Gaye voleva lasciare la Motown, diverse case discografiche si fecero avanti per proporgli un contratto. Alla fine Gaye firmò un contratto per tre album con la Columbia Records. Gaye aveva già iniziato la lavorazione in studio a Bruxelles del nuovo materiale per il suo prossimo disco nel dicembre 1981, prima che l'accordo venisse sancito. Convinto di essersi alienato le simpatie del pubblico avendo pubblicato album "troppo personali", Gaye decise di incidere canzoni maggiormente commerciali. Nello spiegare perché avesse deciso di optare per musica mainstream invece di guardarsi dentro con introspezione come aveva fatto nel suo ultimo album, In Our Lifetime, egli spiegò: «Sono preoccupato di diventare troppo introspettivo, nessuno mi ascolterà. Non posso permettermi di perdere questa volta. Ho bisogno di un successo». Riguardo alla musica dell'album, Gaye disse a un giornalista:
(Marvin Gaye)

### Registrazione
Una delle prime canzoni sulle quali Gaye aveva lavorato con il musicista Odell Brown era una traccia influenzata dal reggae che Gaye e Brown avevano inciso nell'ottobre 1981 circa. L'allora giornalista della rivista Rolling Stone David Ritz era arrivato in Belgio nell'aprile 1982 dopo essere stato informato della presenza di Gaye. Ritz localizzò l'appartamento del cantante a Ostenda e lo intervistò per quello che sarebbe diventato il libro Divided Soul. Secondo il giornalista, Gaye aveva in casa parecchie riviste di sesso sadomaso. Disgustato, Ritz disse a Gaye "che aveva bisogno di qualche cura sessuale [sexual healing]", fornendogli così l'ispirazione per l'omonima celebre canzone (e per questo fu inserito nei crediti compositivi). Tuttavia, questa versione dei fatti è stata messa in dubbio dagli amici di Gaye, dai suoi famigliari e dai colleghi musicisti. Quando a Cousaert fu raccontata la storia, egli negò che Ritz avesse avuto a che fare qualsiasi cosa con la canzone, tranne forse che per il titolo. Anche Odell Brown e Gordon Banks hanno smentito la versione di Ritz, e Brown disse: «Non ho mai incontrato quel tizio. Tutto quello che mi dissero era che stava facendo un'intervista per Rolling Stone». Banks dichiarò quello che era successo realmente secondo lui; Gaye disse a Ritz di essere intrigato dal quartiere a luci rosse di Amsterdam e Ritz gli rispose che aveva bisogno di farsi curare.
In seguito Gaye e Gordon Banks lavorarono a sette delle altre tracce dell'album. Per aiutare, la Columbia aveva inviato a Gaye e ai suoi musicisti diversi strumenti insieme a una drum machine Roland TR-808 e a un sintetizzatore Jupiter 8. Gaye e Banks contribuirono principalmente alla produzione, con Harvey Fuqua che aggiunse la sezione fiati. Per quanto riguarda lo sviluppo della registrazione dell'album Gordon Banks ha dichiarato:
Il brano funk Rockin' After Midnight, nacque dal missaggio congiunto di due canzoni differenti. My Love is Waiting, l'unica composizione di Gordon Banks, fu incisa più o meno identica al provino. Circa nell'aprile 1982, Gaye presentò un nastro demo preliminare di Sexual Healing al dirigente della Columbia Larkin Arnold, che fu piacevolmente colpito dalla canzone tanto quanto lo era stato lo stesso Marvin. L'album richiese più di nove mesi per essere completato, e venne mixato in diversi studi di registrazione in Belgio, Germania e Stati Uniti, soprattutto in California. Arnold spiegò che la produzione dell'album fu costosa e che durante i mesi di produzione la presenza di Gaye in studio fu nella migliore delle ipotesi sporadica. Secondo Curtis Shaw, l'avvocato di Gaye, i costi di produzione per l'album ammontarono a 1.5 milioni di dollari, sebbene Arnold abbia detto che si avvicinarono "più ai 2 milioni".

### Contenuti
Midnight Love contiene elementi di funk, boogie, musica caraibica, reggae, new wave e synthpop, come anche di generi più vecchi quali soul, R&B e doo-wop. La ragione di questa varietà di stili fu dovuta, secondo Banks, al fatto che la musica di Gaye stava "progredendo" perché lui "stava cambiando e doveva cambiare perché non voleva più legami con la Motown". Come spiegò in seguito Larkin Arnold: «Marvin aveva vissuto in Europa, ed era influenzato sia dal reggae e sia dal lavoro al sintetizzatore di gruppi come i Kraftwerk […] prese il ritmo del reggae, la nuova tecnologia e il soul americano e se ne uscì fuori con qualcosa di completamente nuovo e unico».
Midnight Lady comincia con delle percussioni assortite, fornite da Gaye ed altri musicisti, prima che il beat venga fornito dalla drum machine e dalla sovraincisione del battito di mani del cantante, seguito dal riff suonato alla tastiera (da Gaye), dalla chitarra di Banks e dalla sezione fiati. Passano circa due minuti prima che Gaye inizi a cantare la prima strofa. Musicalmente la canzone contiene elementi di funk, new wave e synthpop; il cantato di Gaye è inoltre influenzato dallo stile vocale dei dischi new wave. Il nastro demo di questa incisione fu etichettato con la scritta "Clique Games/Rick James", indicando che la canzone possa essere stata influenzata dalla musica di James. Sexual Healing è influenzata dalla musica caraibica e dal reggae anche se include comunque tracce di funk; vocalmente il brano ricorda i trascorsi gospel di Gaye mentre le armonie di sottofondo (cantate da Gaye, Fuqua e Banks) presentano evidenti origini doo-wop. Anche Rockin' After Midnight risente di influenze funk ma anche di boogie, mentre 'Til Tomorrow, l'unica ballata sull'album, è fortemente influenzata dal doo-wop degli anni cinquanta.
La versione originale di Turn On Some Music, intitolata I've Got My Music, includeva un testo autobiografico e spirituale, che venne modificato con uno erotico e sensuale. In aggiunta al demo originale, un'altra versione alternativa era formata da un missaggio di entrambe le versioni. La canzone reggae Third World Girl è un omaggio a Bob Marley, sebbene Gaye non volle citare Marley per nome nella traccia, spiegando: «Non sfrutterò un leader per fare una canzone commerciale». Joy, influenzata dalla musica gospel, è un tributo a suo padre Marvin Gay Sr., un pastore protestante, e alla sua stessa religiosità. Il brano include anche un assolo di chitarra rock da parte di Banks. My Love is Waiting ha elementi di funk, synthpop e gospel, evidenti nelle ultime parole di Gaye nel suo ringraziamento finale: «Vogliamo ringraziare il nostro Padre Celeste, Gesù!». L'intera durata dell'album è inferiore ai 40 minuti.
Una controversa outtake proveniente dalla sessioni dell'album, intitolata Sanctified Lady, era stata originariamente intesa da Gaye come singolo successivo dopo il successo di Sexual Healing. Altra traccia controversa dell'epoca, è un pezzo chiamato Masochistic Beauty. Lasciate incomplete alla morte di Marvin Gaye, entrambe le canzoni furono completate da Gordon Banks e pubblicate nel disco postumo Dream of a Lifetime.

## Pubblicazione
Midnight Love fu pubblicato negli Stati Uniti il 1º ottobre 1982, un giorno dopo l'uscita del singolo Sexual Healing. Grazie al successo di quest'ultimo, l'album ebbe un ottimo riscontro commerciale. Entro dicembre, il disco aveva raggiunto la vetta della classifica Top Black Albums e la posizione numero 7 nella Pop Albums. Sexual Healing salì fino alla terza posizione nella classifica Billboard Hot 100. Alla fine del 1982, aveva venduto oltre un milione di copie.

## Tracce
1. Midnight Lady (Gaye)  – 5:17
2. Sexual Healing (Brown/Gaye/Ritz)  – 3:59
3. Rockin' After Midnight (Gaye)  – 6:04
4. 'Til Tomorrow (Gaye)  – 4:57
5. Turn On Some Music (Gaye)  – 5:08
6. Third World Girl (Gaye)  – 4:36
7. Joy (Gaye)  – 4:22
8. My Love Is Waiting (Banks)  – 5:07

## Formazione
- Marvin Gaye – voce, pianoforte Fender Rhodes, sintetizzatore, organo, batteria, drum machine, drum programming, campane, glockenspiel, vibrafono, finger cymbals, bonghi, conga, cabasas
- Gordon Banks – chitarra, basso, cori, batteria, piano Fender Rhodes
- James Gadson – batteria in Midnight Lady
- Bobby Stern – sax tenore, armonica
- Joel Peskin – sax contralto e tenore
- Harvey Fuqua – cori in Sexual Healing, editing, mixaggio, production advisor
- David Stout & The L.A. Horn Section – sezione fiati
- Curt Sletten – tromba
- Harry Kim – tromba
- Alan Kaplan – trombone
- McKinley T. Jackson – arrangiamento fiati

Personale tecnico
- Larkin Arnold – produttore esecutivo
- Mike Butcher – ingegnere del suono, mixing
- Brian Gardner, Alan Zentz – mastering
- John Kovarek – fonico
- Henri Van Durme – fonico

## Classifiche
| Classifica (2021) | Posizione massima |
| ----------------- | ----------------- |
| Grecia            | 51                |